# Niso
Niso is een geslacht van weekdieren uit de klasse van de Gastropoda (slakken).

## Soorten
- Niso acarinatoconica Sacco, 1892 †
- Niso aeglees Bush, 1885
- Niso albida Dall, 1889
- Niso alfredensis Bartsch, 1915
- Niso attilioi (Hertz & Hertz, 1982)
- Niso balteata G. B. Sowerby III, 1900
- Niso basiglobosa Marwick, 1942 †
- Niso baueri Emerson, 1965
- Niso brunnea (G. B. Sowerby I, 1834)
- Niso candidula A. Adams, 1854
- Niso chevreuxi Dautzenberg, 1891
- Niso circinata Dall, 1889
- Niso dorcas Kuroda & Habe, 1950
- Niso eburnea Risso, 1826 †
- Niso emersoni McLean, 1970
- Niso excolpa Bartsch, 1917
- Niso foresti Bouchet & Warén, 1986
- Niso goniostoma A. Adams, 1854
- Niso hendersoni Bartsch, 1953
- Niso hizensis Kuroda & Habe, 1950
- Niso imbricata (G. B. Sowerby I, 1834)
- Niso interrupta (G. B. Sowerby I, 1834)
- Niso lomana Bartsch, 1917
- Niso marmorata (G. B. Sowerby I, 1834)
- Niso matsumotoi Kuroda & Habe, 1961
- Niso microforis Dall, 1927
- Niso nakayasui Habe, 1976
- Niso neozelanica Suter, 1917 †
- Niso portoricensis Dall & Simpson, 1901
- Niso pura (Melvill & Standen, 1901)
- Niso putata Finlay & Marwick, 1937 †
- Niso pyramidelloides Nevill, 1871
- Niso regina Kuroda & Habe, 1950
- Niso richardi Dautzenberg & Fischer, 1897
- Niso rubrapicata Habe, 1976
- Niso smithi Schepman, 1909
- Niso splendidula (G. B. Sowerby I, 1834)
- Niso stenomphala Kuroda & Habe, 1950
- Niso terebellata (Lamarck, 1804) †
- Niso terebellum (Dillwyn, 1817)
- Niso tetuakii Habe, 1949
- Niso tricolor Dall, 1889
- Niso trilineata Mörch, 1872
- Niso venosa G. B. Sowerby III, 1895
- Niso yokoyamai Kuroda & Habe, 1950